# Hindman (Kentucky)
Hindman ist eine Stadt (City) und Verwaltungssitz im Knott County im US-Bundesstaat Kentucky. Das U.S. Census Bureau hat bei der Volkszählung 2020 eine Einwohnerzahl von 701 ermittelt.
Namensgeber ist der frühere Vizegouverneur von Kentucky James R. Hindman.

## Persönlichkeiten
- Joe B. Bates (1893–1965), Politiker
- Carl D. Perkins (1912–1984), Politiker